# 烏斯門斯科耶湖
55°53′32″N 31°06′24″E / 55.89222°N 31.10667°E
烏斯門斯科耶湖（俄语：Усмынское），是俄羅斯的湖泊，位於該國西北部，由普斯科夫州負責管轄，處於庫尼亞區，面積7.6平方公里，集水區面積78.2平方公里，平均水深2.9米，最大水深5.6米。